# Viktor Markin
Viktor Fyodorovich Markin (em russo: Виктор Фёдорович Маркин) (Oktyabrsky, Ust-Tarksky, Oblast de Novosibirsk, 23 de fevereiro de 1957) é um antigo atleta soviético, que ganhou duas medalhas de ouro nos Jogos Olímpicos de 1980.

## Carreira
Depois de concluir os estudos secundários, Markin rumou a Novosibirsk onde se inscreveu no curso de pediatria da Faculdade de Medicina. Foi aí que se iniciou na prática do atletismo, já com dezanove anos de idade, tendo permanecido no desconhecimento internacional até às Olimpíadas de Moscovo. Nos meses que antecederam o grande evento mundial, Markin conseguiu baixar o seu recorde pessoal de 400 metros em dois segundos e meio, fazendo 45.34s a poucos dias do início dos Jogos.
Conseguindo chegar à final, onde tinha de defrontar os consagrados Alberto Juantorena e Alfons Brijdenbach, Markin surpreende todos ao pulverizar o seu máximo pessoal, com um novo recorde europeu de 44.60 s, que ainda hoje constitui o recorde nacional russo.
Dois dias depois, Markin obtém outro título olímpico, agora na estafeta 4 x 400 metros. 
Aproveita a época de 1981 para uma interrupção na sua carreira, a fim de concluir os seus estudos de medicina. No entanto, é chamado a incluir a seleção soviética presente na Taça do Mundo de Roma, sendo apenas 5º nos 400 m e 4º na estafeta. Regressa às pistas  para os Campeonatos Europeus de 1982 onde alcançaria duas medalhas de bronze, nos 400 m e nos 4 x 400 m. No ano seguinte, na edição inaugural dos Campeonatos Mundiais, realizados em Helsínquia, Markin viu-se afastado da final por uma decisão através de foto-finish levada ao milésimo de segundo. Porém, redimimiu-se na final, onde contribuiu para que a União Soviética repetisse o triunfo de Moscovo na estafeta 4 x 400 metros.
Markin decidiu retirar-se da competição no final da temporada de 1983, depois de conhecer a decisão soviética de boicotar os Jogos Olímpicos de Los Angeles 1984.